# Broughton Strait
Die Broughton-Straße (englisch Broughton Strait) ist eine Meerenge zwischen Vancouver Island und Malcolm Island in der kanadischen Provinz British Columbia. Die Straße verbindet die Königin-Charlotte-Straße im Westen mit der Johnstone-Straße im Osten.
In der Broughton Straße liegen an größeren Inseln Cormorant Island und Haddington Island. Die größten Gemeinden an der Straße sind Port McNeill (auf Vancouver Island), Sointula (auf Malcolm Island) sowie Alert Bay (auf Cormorant Island). Der Tidenhub der Meerenge beträgt im Regelfall zwischen 2 und 4 Meter.
Die Gemeinden an der Meerenge werden durch die Fähren der Gesellschaft BC Ferries, in einem Umlauf vom Port McNeill Ferry Terminal nach Alert Bay und Sointula, miteinander verbunden.
Benannt wurde die Meerenge durch den britischen Kapitän George Vancouver, welcher die Region Ende des 18. Jahrhunderts erforschte. Er benannte die Straße und andere Objekte, wie der Broughton-Archipel oder Broughton Island, dabei nach dem Kommandanten William Robert Broughton eines seiner Expeditionsschiffe, der HMS Chatham.